# Roman mérovingien
Le roman mérovingien est un sous-genre littéraire principalement français qui compte des précurseurs depuis le XVIIe siècle mais s'affirme qu'au début du XIXe siècle avec des pièces de théâtre et le Récits des temps mérovingiens d'Augustin Thierry. Il connaît un retour de vogue depuis les années 1970, porté principalement par des écrivains francophones comme Claude Bégat et François Cavanna (le cycle du Hun blond). Le roman mérovingien le plus populaire est La Révolte des nonnes de Régine Deforges, adapté en téléfilm sous le titre L'Enfant des loups en 1991.

## Cadre des romans
Ces romans n'ont qu'une chose en commun c'est qu'ils se déroulent à l'époque mérovingienne (486-751). Ils s'intéressent principalement à la famille royale mérovingienne ou à des grands personnages de l'époque. Ils se déroulent lle plus souvent dans le royaume des Francs mais aussi dans les autres royaumes barbares d'Europe occidentale. Les romanciers ont une préférence pour l'âge des fils de Clotaire (561-584). C'est en effet, la période la mieux documentée de l'époque mérovingienne, surtout grâce à l'Histoire des Francs de l'évêque Grégoire de Tours et aux Poèmes du prêtre Venance Fortunat.

## Principaux livres

### L'Astrée
Ce roman pastoral d'Honoré d'Urfé, publié entre 1607 et 1627, se situe au Ve siècle alors qu'une partie de la Gaule est déjà soumises aux Francs du roi Mérovée. Selon les conceptions historiques de l'époque, il présente la conquête franque comme un « retour » au pays de leurs ancêtres après l'intermède de la Gaule romaine. Il oppose la courtoisie des Francs et des Gaulois à la corruption romaine.

### Childebrand
Childebrand ou les Sarrasins chassés de France, poème épique de Charles Carel de Sainte-Garde, connaît trois éditions en 1666, 1667 et 1668. Il est centré sur le personnage de Childebrand, frère de Charles Martel, maire du palais des Mérovingiens et vainqueur des Sarrasins en 732. L'auteur présente Childebrand comme l'ancêtre des Capétiens. Boileau, dans son Art poétique (1674), s'est moqué de ce choix d'un quasi-inconnu :

« Ô le plaisant projet d'un poëte ignorant,

Qui de tant de héros va choisir Childebrand  ! »

### Pharamond
De Louis de Cahusac, Prault fils, 1736, .
- Date : L'action du roman se situe en 406 à Reims dans la palais royal.
- Personnage principal : L'héroïne est la jeune et belle esclave Arminie[5].
- Accroche : Le roi des Francs Pharamond[6] vient de s'emparer de la ville de Reims. Malgré cette victoire le cœur du roi est déchiré par un choix cornélien. Soit il cède à l'amour de l'esclave Arminie, soit il épouse la sœur du roi Gennobaud pour fonder le premier royaume unifié des Francs.

### Frédégonde et Brunehaut ou l'héritier du trône
De Monvel, Librairie Duchesne, 1775.
- Date : L'action du roman se situe en Espagne wisigothique et Gaule mérovingienne entre 561 et 613.
- Personnage principal : Brunehaut, épouse du roi des Francs.
- Accroche : Après avoir éliminé son fils rebelle Chramn, le roi Clotaire décède. Son royaume est partagé entre ses quatre fils survivants. L'un d'eux, Chilpéric envoie son fils Mérovée en Espagne pour s'allier au roi de ce pays contre ses frères. Mérovée y découvre la jeune et belle princesse Brunehaut.

### Les Martyrs
Roman de Chateaubriand, paru en 1809.
Date : L'action se situe dans les premières années du IVe siècle dans la Gaule romaine.
Personnage principal : Eudore, un Grec chrétien, officier de l'armée romaine.
Accroche : Un chapitre du livre 6 montre une bataille des légions romaines contre des farouches guerriers francs vêtus de peaux de bêtes qui entonnent un chant de guerre en l'honneur de leur roi Pharamond, ancêtre des Mérovingiens.
Interprétation : Ce roman est un des premiers modèles du romantisme français. L'auteur royaliste veut valoriser le passé héroïque de la royauté française. Augustin Thierry, qui l'a lu dans sa jeunesse en 1810 peu après sa parution, avoue que cette peinture saisissante des guerriers barbares a décidé de sa vocation d'historien des temps mérovingiens.

### Brunehaut, ou les successeurs de Clovis

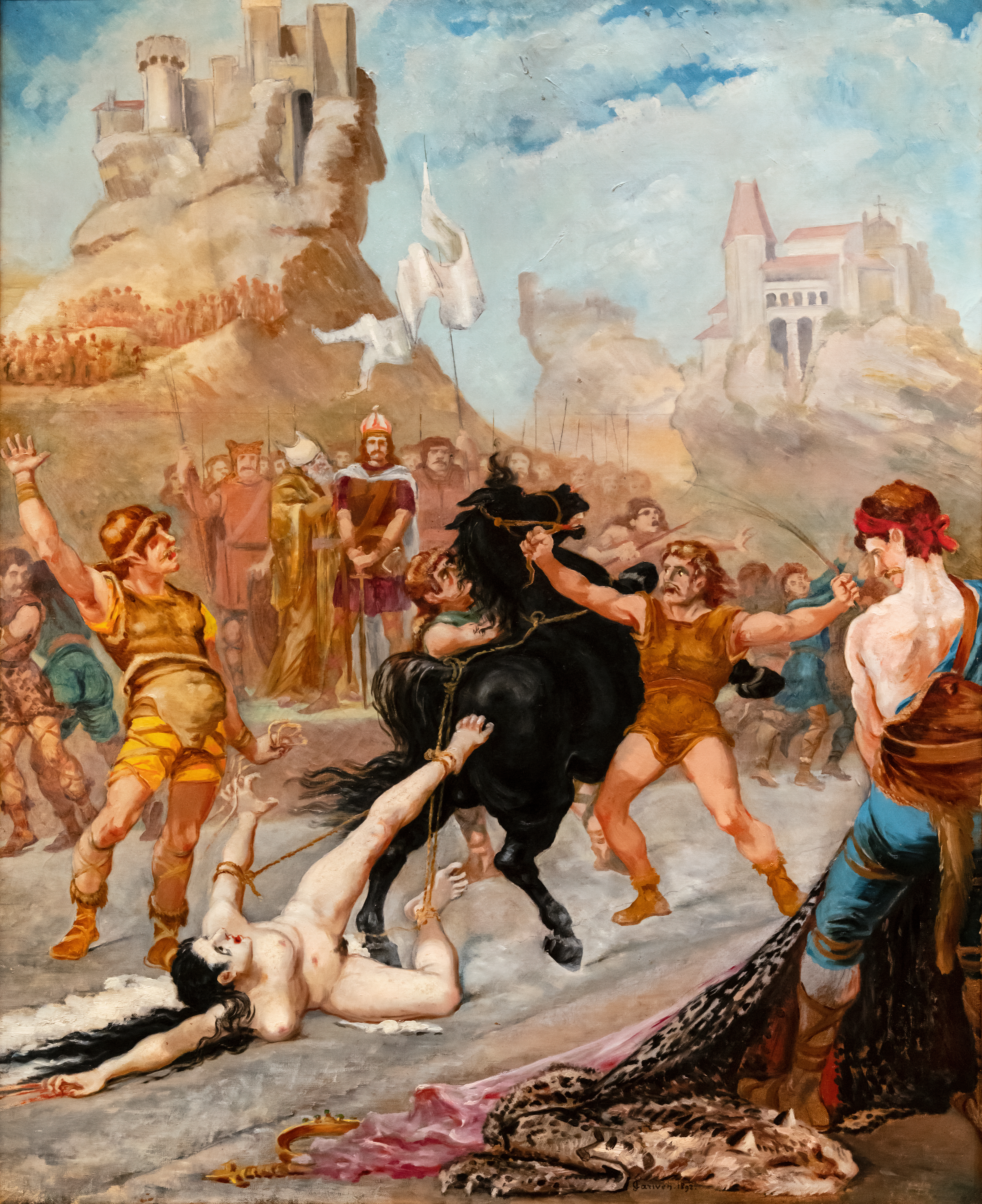
Le supplice de Brunehaut, toile de Jean-Baptiste Cariven, 1885, Musée des Beaux-Arts de Gaillac.

De Étienne Aignan, Librairie Venfe, 1811, .
- Date : L'action du roman se situe en 612 à Auxerre dans la palais de Thierry II.
- Personnage principal : Le héros est le roi Thierry II.
- Accroche : Les frères Thierry II et Thibert II, viennent de conclure une paix après plusieurs années de guerre. Tout le monde semble se réjouir au palais d'Auxerre. Seule la reine mère Brunehilde n'accepte pas cette paix, elle veut éliminer Thibert II qui l'a jadis chassé de son palais...

### Clovis
De Népomucène Lemercier, Librairie Baudouin frères, 1820, .
- Date : L'action du roman se situe en 508 à Cologne dans le palais royal.
- Personnages principaux : Sigebert le Boiteux et son fils le prince Clodéric.
- Accroche : Après sa victoire sur les Wisigoths à Vouillé, Clovis se rend auprès de son parent Sigebert, roi des Francs rhénans. Clovis feint des intentions pacifiques mais Sigebert comprend qu'il vient pour le détrôner : le vieux roi se sacrifie et se livre à Clovis pour éviter une guerre mais confie à Clodéric le soin de libérer un jour son peuple[8].
- Interprétation : cette tragédie, composée sous Napoléon, montre un prince conquérant qui doit apprendre à modérer ses ambitions. Clovis feint d'écouter les conseils de sagesse de Sigebert mais se conduit en fait en tyran. Lemercier, dans sa préface, y voit un modèle négatif de la monarchie : « Nommez, nommez Clovis, chef de l’exécrable famille mérovingienne, fondateur d’une oppressive hiérarchie militaire, spoliateur des nations qu’il reconquit à l’Église ». Les contemporains y ont parfois vu une allusion à la querelle dynastique opposant Charles IV d'Espagne à son fils Ferdinand VII, tranchée par Napoléon à son profit lors du coup de force de Bayonne en 1808. En fait, la pièce a été composée avant cet épisode[8].

### Frédégonde et Brunehaut
De Népomucène Lemercier, Librairie Barba, 1821, .
- Date : L'action du roman se situe en 577 à Rouen dans le monastère Saint-Martin.
- Personnages principaux : le prince Mérovée, fils de Chilpéric, roi des Francs, et Brunehaut.
- Accroche : La reine Brunehaut, veuve du roi Sigebert, et le prince Mérovée viennent de se marier sans l'autorisation du roi Chilpéric et de sa seconde épouse, la reine Frédégonde. Encerclés dans Rouen par l'armée royale, les deux amants s'apprêtent à subir leur châtiment.

- Interprétation : Frédégonde apparaît comme un monstre sans scrupules, prête à tout pour satisfaire son goût du pouvoir. Chilpéric, roi faible, est incapable d'échapper à son emprise même quand il apprend qu'elle a fait tuer son fils Mérovée. Le langage cynique de Frédégonde, provoquant l'indignation de l'évêque Prétextat, tient en partie à ses origines populaires mais Brunehaut, fille de roi, ne cache pas qu'elle se remarie avec Mérovée par désir de régner et non par amour[8].

### Le Meneur de louves
De Rachilde, éditions Mercure de France, 1905 .
- Date : L'action se déroule en Gaule mérovingienne entre 588 et 590.
- Personnage principal : Le héros est Harog[5], veneur du roi.
- Accroche : Harog et Ragnacaire[5] sont convoqués par le roi Chilpéric à Chelles. Ils ont pour mission de conduire Basine, la fille du roi, au monastère  Sainte-Radegonde de Poitiers : la reine Frédégonde a fait violer la jeune fille par ses gardes pour la déshonorer et la faire condamner au couvent. Le roman conte une histoire d'amour impossible entre la princesse, traumatisée par son viol, et le jeune Harog, meneur de chiens, qui prend la tête de la rébellion des nonnes et devient « meneur de louves »[9].

- Interprétation :  Rachilde, influencée par le courant anarchiste, avait elle-même souffert d'une éducation trop stricte dans un couvent pendant son enfance[9].

### Mon Frère Chilpéric
Roman de Paul Murray Kendall, My Brother Chilperic, terminé par Malcom Barnes, publication posthume en 1979 (traduction française : Buchet-Chastel, 1981)
- Date : L'action du roman se déroule en Gaule mérovingienne au temps de Chilpéric, roi de Neustrie de 561 à 584.
- Personnage principal : Chilpéric Ier, roi des Francs
- Accroche : Le récit est présenté par Gontran, frère de Chilpéric et roi d'Orléans, qui s'efforce vainement d'apaiser les querelles sanglantes entre ses parents les princes mérovingiens et leurs épouses, Frédégonde et Brunehaut.
- Interprétation : le médiéviste Paul Murray Kendall s'interroge sur le degré de « barbarie » des Francs et leur rapport à la culture romaine antique à travers le cas de Chilpéric, poète amateur, lettré et protagoniste d'intrigues meurtrières.

### La Révolte des nonnes
Roman de Régine Desforges, Éditions de la Table ronde, 1981,  (ISBN 978-2-213-59471-2).
- Date : L'action du roman se déroule à Poitiers, Tours et Chalon entre 576 et 590.
- Personnage principal : L'héroïne est la princesse Wanda[5], fille de Zabergan, roi des Koutrigoures.
- Accroche : Alors qu'il traverse la forêt de la Pierre Levée, le gaulois Romulf[5] découvre un enfant au milieu d'une meute de loups. Plus loin gisent deux cadavres de femmes à moitié dévorés. Le nourrisson est nourri par la Louve. Romulf parvient à récupérer l'enfant et le confie au monastère de Radegonde, l'ancienne reine devenue moniale...

### Swane, Cœur de Loup
De Roger-Xavier Lantéri, Pygmalion - Gérard Watelet, 1999,  (ISBN 978-2-8570-4602-8).
- Date : L'action du roman se situe en 585 en Espagne wisigothe et en Gaule mérovingienne.
- Personnage principal : L'héroïne est la jeune Swanahilde dite "Swane"[5] suivante de la princesse Ingonde.
- Accroche : La jeune franque Swane est chargé par son amie la princesse Ingonde de traverser l'Espagne et de franchir les Pyrénées pour rejoindre la reine Brunehilde à Reims. La reine est la mère d'Ingonde et du roi des Francs Childebert II. Swane doit avertir Brunehilde que sa fille court un grand danger en Espagne.

### Le Baptême du Roi
De Max Gallo, éditions Fayard, 2002  (ISBN 2-2136-1350-8).
- Série : Deuxième roman de la trilogie Les chrétiens.
- Date : L'action du roman se déroule en Gaule entre 451 et 548.
- Personnage principal : Le héros est Parthénius[5], un soldat devenu prêtre puis ermite.
- Accroche : Parthénius, vieil homme reclus en ermite dans une grotte, a passé sa vie dans l'entourage de Geneviève de Paris, de l'évêque Rémi de Reims et du roi Clovis. Il reçoit la visite d'un jeune homme qui lui demande de raconter sa vie.
- Interprétation : dans une époque troublée à la fois par l'hérésie arienne et par les invasions barbares, l'auteur montre la lente évolution d'un roi dur et guerrier mais qui, sous l'influence bénéfique de Geneviève, Remi et Clotilde, « n’était plus un barbare pour qui la vie d’un ennemi ou d’un rival vaut moins que celle d’un chien »[10].

### L'Adieu aux reines
De François Cavanna, éditions Albin Michel, 2004,  (ISBN 978-2-2261-5085-1)
- Série : Sixième et dernier roman du cycle du Hun blond.
- Date : Entre 597 et 613.
- Accroche : Ce récit montre la fin sanglante de la reine Brunehaut et celle de sa rivale Frédégonde. Les derniers Mérovingiens sont des Barbares « retirés des affaires », un peu homosexuels et incestueux, qui s'adonnent à la lecture paisible des classiques grecs et latins[11].
- Interprétation : L'auteur a été critiqué pour son « anticléricalisme un peu vieillot » et l'image très négative qu'il donne du clergé[11].

### Les Étoiles de Sion
De Gilbert Mercier, Le Rocher, 2005,  (ISBN 978-2-2680-5560-2).
- Date : L'action du roman se déroule en pays Saintois entre 676 et 679.
- Personnage principal : le héros est Alboin dit le Pihlaouer[5], un chineur.
- Accroche : Le Pihlaouer et son ami le marchand Sigismond[5] sont chargés par l'ermite Athanagild[5] de trouver sur la Colline de Sion des étoiles. Une fois trouvées, ils devront les apporter à l'orfèvre Gondebaud le Jeune[5] pour que celui-ci les enchâsse dans une broche destinée à la princesse Margareta[5], fille du roi Dagobert II .

### Les Voiles de Frédégonde
De Jean-Louis Fetjaine, Belfond, 2006,  (ISBN 978-2-7144-4175-1).
- Série : Premier roman du diptyque Les reines pourpres.
- Date : L'action du roman se déroule en Gaule mérovingienne entre 557 et 567.
- Personnage principal : L'héroïne est Frédégonde, reine des Francs.
- Accroche : Le livre présente les années de jeunesse de la future reine Frédégonde. On la découvre jeune gauloise disciple d'une prêtresse païenne. Elle deviendra par la suite servante de la reine Audovère, maîtresse du roi Chilpéric, et enfin instigatrice du meurtre de la reine Galswinthe.

### Les Larmes de Brunehilde
De Jean-Louis Fetjaine, Belfond, 2007,  (ISBN 978-2-7144-4266-6).
- Série : Second roman du diptyque Les reines pourpres.
- Date : L'action du roman se déroule en Gaule mérovingienne entre 570 et 584.
- Personnage principal : L'héroïne est Brunehilde, reine des Francs.
- Accroche : Brunehilde devient reine des Francs par son mariage avec le roi Sigebert. Avec lui elle lutte contre la cruelle reine Frédégonde. Après l'assassinat de son époux, Brunehilde endosse le rôle de reine mère du roi Childebert II. Elle doit assurer la pérennité du royaume de son fils face aux ambitions d'expansion du roi Chilpéric...

### La Conjuration des Fainéants
De Nathalie Stalmans, Terre de brume, 2008,  (ISBN 978-2-8436-2389-9).
- Date : L'action du roman se déroule entre 656 et 687 en Irlande et en Francie.
- Personnage principal : Le héros est Dagobert II, roi des Francs.
- Accroche : Après le décès du roi Sigebert, son fils le jeune Dagobert est envoyé en exil en Irlande. Sur le trône on met à sa place, Childebert le propre fils du maire du palais Grimoald...

### Les Aventures d'Aldric le Mérovingien
D'Alain Facqueur, Société des écrivains, 2008,  (ISBN 978-2-7480-4062-3).
- Date : L'action du roman se déroule entre 626 et 632 en Francie du Nord.
- Personnage principal : Le héros est Aldric[5], un noble Franc.
- Accroche : Aldric, après plusieurs semaines d'errance à travers la Francie du Nord, arrive dans la région de Thérouanne. Il passe une nuit au monastère de Montval puis le jour suivant, il se fait engager comme ouvrier agricole à la ferme d'Arégius[5].

### La Bataille de Poitiers
De Jorge Zaydan, traduction française : Non Lieu, 2011  (ISBN 978-2-35270-094-4)
- Date : 732 en Francie, Aquitaine et Espagne.
- Personnages principaux : Charles Martel et Abd al-Rahman.
- Accroche : La bataille de Poitiers oppose les Francs commandés par Charles de Herstal, dit Charles Martel, maire du palais des derniers Mérovingiens, à la grande armée venue d'Al-Andalus, composée d'Arabes, Berbères et volontaires venus de tous les pays d'islam. Le sort de la chrétienté va se jouer[12].
- Interprétation : Jorge Zaydan, né au Liban en 1861, mort au Caire en 1914, historien et romancier, est une des figures intellectuelles de la Nahda et un des fondateurs du roman arabe moderne. Il reprend les codes du roman historique du point de vue oriental[12].

### Frédégonde Reine
De Laure-Charlotte Feffer, Actes Sud, octobre 2014, .
- Date : L'action du roman se situe entre 552 et 622 en différents lieux de Gaule, principalement dans le royaume de Soissons.
- Personnage principal : la reine Frédégonde.
- Accroche : L'histoire de la reine Frédégonde à travers les souvenirs de deux de ses proches (fictifs), sa confidente Flavia et Gundbald, antrustion du roi Chilpéric Ier.